# Вильяканьяс, Хуан Антонио
Хуа́н Анто́нио Вильяка́ньяс (исп. Juan Antonio Villacañas, 10 января 1922 года, Толедо — 21 августа 2001 года, Толедо) — испанский поэт, публицист и критик.

## Биография
Гражданская война помешала Хуану получить среднее образование. Он нёс воинскую службу в таких разнообразных местностях, как Мелилья и Валь-д’Аран. В Мелилье, помимо возложенной на него обязанности по реорганизации библиотеки при военном клубе, занимался самообразовательной деятельностью. Вернувшись в Толедо, начал работать в городском муниципальном совете, где в течение многих лет занимал должность главы отдела культуры и искусства. Его поэтический сборник Los Sapos (1968) стал критикой действующей власти и её бесчинства, где городской совет одновременно выступает как реальностью, так и метафорой этой власти. В 1956 году был приглашен Бельгийской Академией Французского Языка и Литературы на III Международный Поэтический Биеннале Knokke-le-Zoute (Бельгия). С этого момента завязываются теплые дружеские отношения между ним и поэтом и испанистом Эдмондом Вандеркамменом, который рецензировал и опубликовал его Conjugación Poética del Greco в Le Journal des Poètes (1959) и перевел на французский язык некоторые из его поэтических работ, которые также были опубликованы в данном издании (1972). После своего пребывания в Бельгии, был приглашен на интервью в парижский центр ЮНЕСКО, где его голос был записан для специального выпуска, посвященного Испанской Америке. С 50-х годов работы Хуана Антонио Вильяканьяса начинают появляться в различных национальных и международных литературных сборниках.

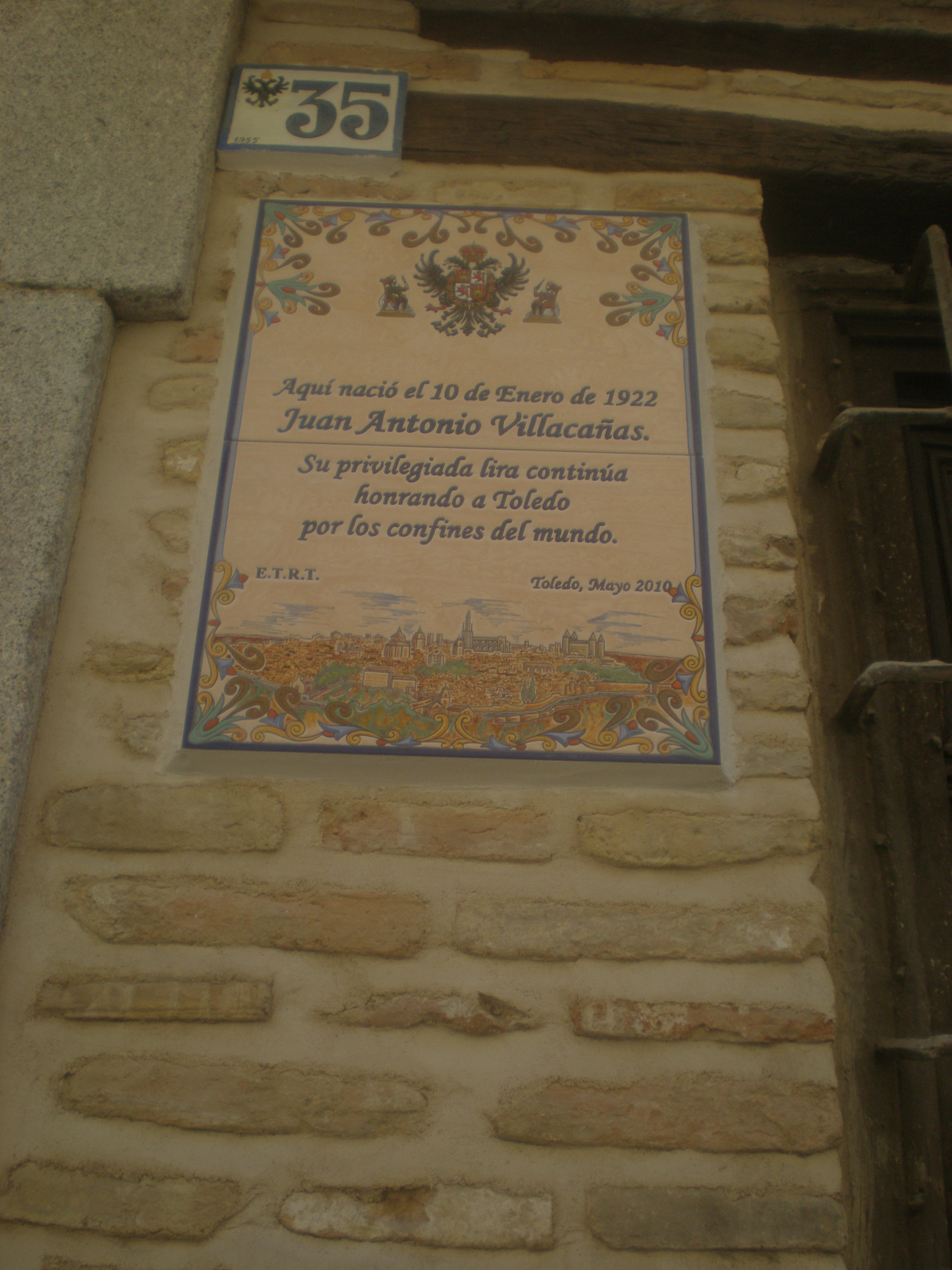
Мемориальная доска на доме, в котором родился Хуан Антонио Вильяканьяс, в Толедо

Также, часть его поэтических и критических работ появляется в различных журналах и других периодических изданиях. Вильяканьяс жил в Толедо на протяжении всей своей жизни, оставаясь независимым от существовавших на тот момент литературных тенденций и не меняя своего собственного литературного и жизненного курса.
Расплатой за такую творческую и личную независимость послужило молчание и пренебрежение со стороны большей части официальной критики, а также со стороны авторитетных литературных групп начала 1980-х годов.
Однако, с 2001 года начинает возрастать число испанских и зарубежных поэтов и критиков, которые, выражая своё восхищение, проявляют интерес к его творчеству, то, что после перерыва последних двух десятилетий XX века, в очередной раз демонстрирует значимость Хуана Антонио Вильяканьяса, как важнейшего поэта современности. Среди других примеров, в этом смысле, можно назвать следующих: Эмилио Порта, Пабло Луке Пинилья, Роберто Карлос Эрнандес Ферро, Энрике Грасиа и Мануэль Смит.
В 2010 году в Толедо Хуану Антонио Вильяканьясу была посвящена ежегодная книжная ярмарка, приветственную речь на которой произнесла его дочь — Беатрис Вильяканьяс.

### Творческая деятельность
Поэтические труды Хуана Антонио Вильяканьяса составляют 33 поэтических сборника, которые охватывают самые различные темы и формы от белых стихов (1950-е годы) до сонетов и от его собственных строф и рифм до «лиры» (строфа, рифмующаяся по особой схеме): Хуан Антонио Вильяканьяс наделил эту классическую структуру новым и необычным содержанием. Таким образом, его «лиры» известны под названием «Liras juanantonianas» («хуанантонианские лиры»). В честь его педагогического вклада относительно «лиры», Хуан Руис де Торрес создал новую форму, основанную на «хуанантонианской» и назвал её «decilira». К поэтическим сборникам стоит также добавить его многочисленные труды по публицистике и критике, которые появлялись в различных периодических изданиях, таких как La Estafeta Literaria, Cuadernos Hispanoamericanos, El Mercurio de Chile и Nueva Estafeta (возглавляемое Луисом Росалесом) и две книги в прозе: Bécquer o la Poesía de Todos (получившая премию Círculo de Escritores y Poetas Iberoamericanos de Nueva York в 1971 году) и Versómanos (1989) — книга, в которой Вильяканьяс указывает на несостоятельность большей части господствующей на тот момент поэтической критики. Различного рода стихотворения, поэмы, рецензии, рассказы и записки Хуана Антонио Вильяканьяса можно также найти в других средствах массовой информации, таких как ABC, Poesía Española (1ª y 2ª Épocas), Diario Ya, Poesía Hispánica, Diario de León, Le Journal des Poètes и El Mercurio de Chile.
В 70-е годы Хуан Антонио Вильяканьяс открывает для себя новую творческую грань: объединение поэмы и изображения, создавая новую понятийную единицу, которую он называет «Liriformas». Выставка данных «Liriformas» была проведена во дворце Benacazón в Толедо в 1976 году. Все эти «Liriformas» объединены в книгу под названием Testamento del Carnaval. Вместе с другими средствами массовой информации, периодическое издание La Estafeta Literaria осветила новость об интервью с автором в своем выпуске № 579, 1 января 1976 года.

## Антология
- 1952, Navegando en la Noche
- 1952, Legionario del Mundo
- 1953, Brisas Íntimas
- 1954, Palabras
- 1954, El Tiempo Justo
- 1955, El Diluvio Universal
- 1957, La Estatua Animada
- 1958, Conjugación Poética del Greco
- 1960, Marcha Destriunfal
- 1961, Música en las Colinas
- 1962, Los Vagos Pensamientos
- 1964, Sala de Juego
- 1965, La Llama entre los Cerezos
- 1968, Los Sapos
- 1971, Cárcel de la Libertad (Premio «Ausiàs March» 1969)
- 1971, Las Humanas Heridas de las Piedras
- 1973, Rebelión de un Recién Nacido
- 1975—1976, Testamento del Carnaval (Liriformas)
- 1980, El Dante en Toledo
- 1980—1984, Estado de Gracia (Incluido en Argumento de Mi Biografía, 2000 como Cartas Pasión con Tetis, 1980)
- 1990, 20 Poemas de Antón y una Canción Inesperada
- 1991, El Humor Infinito de la Historia
- 1993, Homenaje a la Lira en Larga Sobremesa con Luciano
- 1995, Se Equivocó el Profeta
- 1995, Las Tentaciones de Sanjuanantonio
- 1996, A Muerto por Persona
- 1996, Al Margen de lo Transitable (bajo el seudónimo de Juan Amor de Velasco)
- 1996, Antología Poética
- 1997, Sublevación de la Melancolía
- 1998, Sandemonio en la Gloria
- 1998, Sublimación de la Desobediencia
- 1999, Balbuciendo
- 2000, Argumento de la Poesía
- 2000, Argumento de mi Biografía
- 2000, Déjame al Conde-Duque, que lo mato (Juan Amor de Velasco)
- 2001, La Soberbia del Gesto (Inédito)
- 2009 Juan Antonio Villacañas: Selected Poems. Español-Inglés. Traducción de Michael Smith y Beatriz Villacañas. Edición Luis Ingelmo. Shearsman. RU.

### эссе
- 1971, Bécquer o la Poesía de Todos (Premio del Círculo de Escritores y Poetas Iberoamericanos de Nueva York)
- 1989, Versómanos.

### антологиях
- Antologías de Poesía Española, 1955—1956; 1956—1957; 1961—1962; 1963—1964; 1964—1965. Luis Jiménez Martos, Aguilar.
- Poésie Espagnole Contemporaine, 1962. Templeuve.
- La Poesía Española en 1961, 1963. Cuadernos Bibliográficos VIII, CSIC.
- Panorama Poético Español, 1965. Luis López Anglada. Editora Nacional.
- Antología Bilingüe (Español-Inglés) de la Poesía Española Moderna, 1965. Helen Wohl Patterson. Ediciones Cultura Hispánica.
- Quién es Quién en las Letras Españolas. Primera Edición: Guillermo Díaz Plaja, 1969. Ediciones consecutivas 1973 y 1979. Instituto Nacional del Libro Español.
- Poetas Sociales Españoles, 1974. José Gerardo Manrique de Lara. Epesa.
- Poesía Castellana de Cárcel, 1976, José María Balcells. Dirosa.
- Poesía Erótica en la España del Siglo XX, 1978, Jacinto López Gorgé y F. Salgueiro. Vox.
- Antología-Homenaje a Teresa de Jesús, 1982, Colección Poesía Nueva, Madrid.
- Poetas de Hoy en España y América, 1983, Colección Poesía Nueva, Madrid.
- Jornadas de Poesía Luso-Española, 1983, Taller Prometeo de Poesía, Madrid.
- La Cultura en Castilla-La Mancha y sus Raíces, 1984, Textos de Rafael Morales y Ficha Bio-Bibliográfica de Francisco Fúster Ruiz, Junta de Comunidades de Castilla-La Mancha.
- Quién es Quién en Poesía, 1985, Prometeo, Madrid.
- Poetas de Castilla-La Mancha (1939—1985), 1986, Alfredo Villaverde, Patronato Municipal de Cultura, Ayuntamiento de Guadalajara.
- Antología Ibero-Americana de la Guitarra, 1987, Luis F. Leal Pinar. Editorial Alpuerto, Madrid.
- Poetas Hispanoamericanos para el Tercer Milenio, 1993, Alfonso Larrahona Kästen, México.
- Cantores del Corpus Christi, Antología de Poesía Lírica Toledana, 1996, Elizabeth Wilhelmsen (Selección, Introducción y Documentación) General Editor: Robert Laner, Ibérica, Vol. 13, Peter Lang, New York, Washington, DC.
- 2002, Испанская гитара — 26 струн, Стихи поэтов ассоциации «Прометей», Санкт-Петербург